# Бенкулу (город)
Бенку́лу (прежние названия — Бенкулен, Банкахулу; индон. Kota Bengkulu, реджанг ꤷꥍꤲ꥓ꤰꥈꤾꥈ  ) — город на острове Суматра, Индонезия. Центр и крупнейший город одноимённой провинции. Население — 346 712 чел. (по оценке на февраль 2010 года). В городе есть ботанический сад.

## История

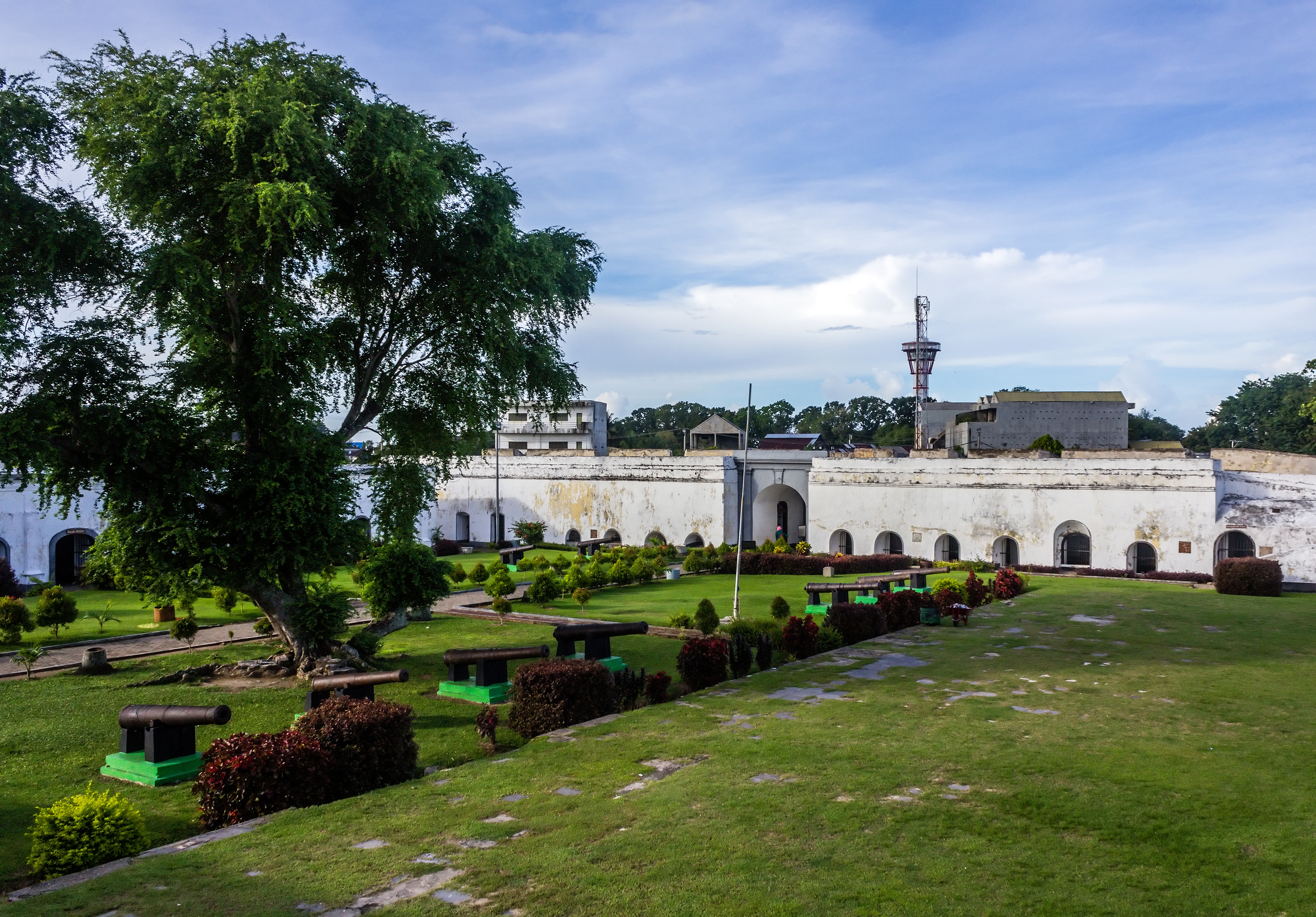
Форт Мальборо

С середины XIII до XVI века в окрестностях современного Бенкулу находились княжества Сунгай Серут и Селебар. В 1685 году эти земли были захвачены англичанами, которые основали на них торговую факторию. Основными статьями экспорта был мускатный орех, и выращиваемый на окрестных плантациях перец. В 1710 году для защиты своих торговых интересов Британская Ост-Индская компания построила здесь форт Мальборо, названный в честь английского полководца Джона Черчилля, первого герцога Мальборо. Форт был возведен на искусственном холме, его строительство продолжалось несколько лет. Очень скоро форт стал важным опорным пунктом английской колониальной политики в этой части Индийского океана. В 1760 году во время Семилетней войны французская эскадра под командованием Шарля Эктора графа д’Эстена захватила форт и использовала его в качестве базы для уничтожения других английских поселений на западном побережье Суматры. Однако, после ухода французской эскадры, англичане вернули форт под свой контроль. В 1824 году город и форт, согласно условиям Англо-голландской конвенции, был передан Голландской Ост-Индской компании. Во время оккупации Японией (1942—1945) в форте располагался японский гарнизон. В 1977 году форт Мальборо был передан Министерству образования и культуры Индонезии для восстановления и превращения в объект культурного наследия.
В 1938 году в Бенкулу был сослан Сукарно, будущий лидер Индонезии, за участие в антиголландском мятеже. В 1942 г. Бенкулу, так же, как и вся Индонезия были оккупированы японскими войсками. В 1945 году японцы были изгнаны, а Индонезия провозгласила независимость.
После Второй мировой войны город начал расти. В 1968 году город стал провинциальным центром. В 1986 г. территория города увеличилась с 17,6 км² до 144,52 км².

## География и климат
Город расположен на берегу Индийского океана, в 289 км к юго-западу от Палембанга. Климат — экваториальный.

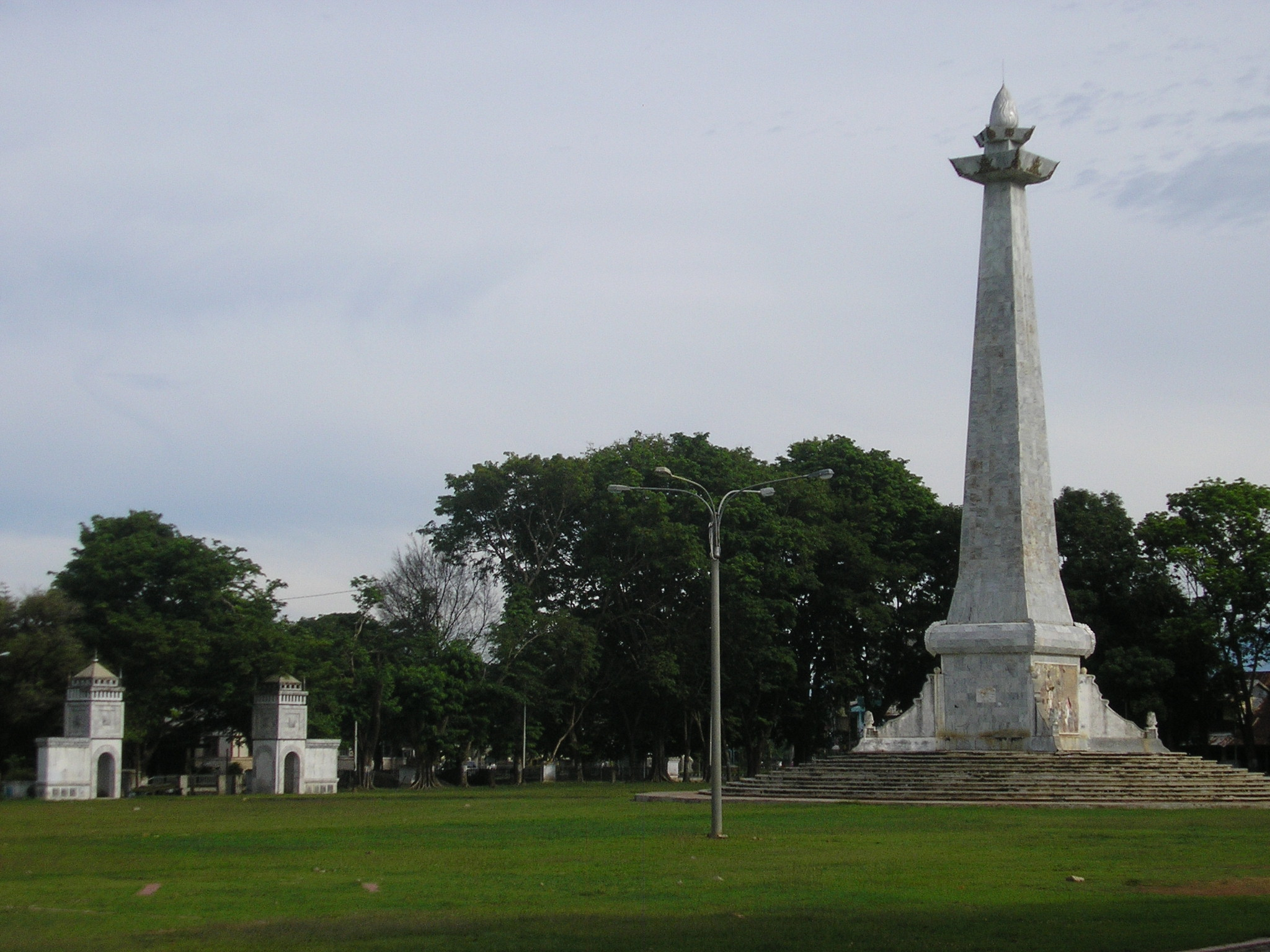
В городском парке.

## Экономика
В современном Бенкулу значительную роль играют сектор услуг и сервиса: наибольший доход городу приносят гостиницы, рестораны, отели. На экспорт идут, в первую очередь, золото, серебро, кофе, перец, маис и хинное дерево. Также в городе развиты деревообработка, металлообрабатывающая промышленность, производство гончарных изделий, текстильная промышленность, а также выполнение росписей по ткани. Присутствуют переработка нефти и пальмового масла, производство резины. Уровень жизни в городе намного выше, чем в среднем по провинции (в 2007 г. почти на 75 %).

## Туризм
В городе множество туристических объектов: форт Мальборо, здания английского колониального периода, памятники Гамильтону и Томасу Парру в центре города, дом, в котором жил будущий президент страны Сукарно в изгнании.

## В астрономии
В честь города Бенкулу, предположительно, назван астероид (863) Бенкоэла, открытый 9 февраля 1917 года немецким астрономом Максом Вольфом в Гейдельбергской обсерватории на юго-западе Германии. 